# George Hunter (Maler)

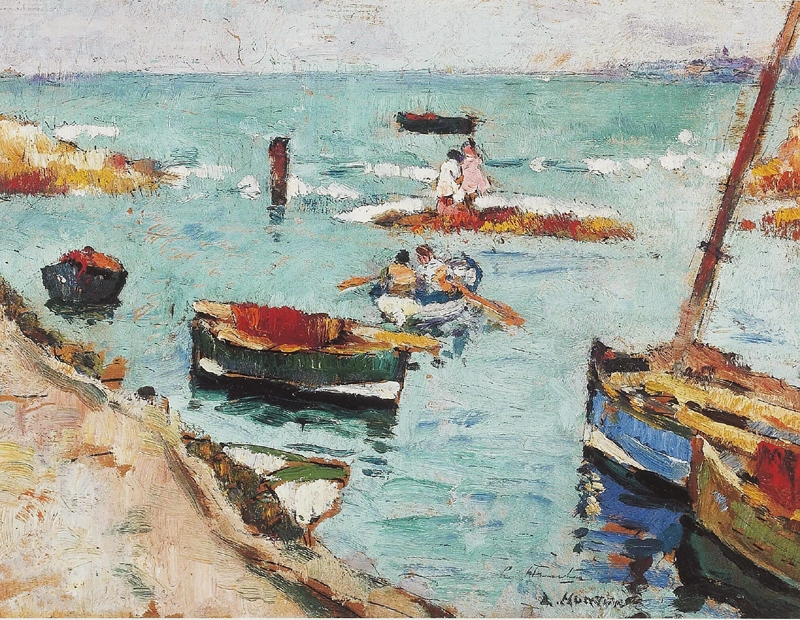
George Leslie Hunter: Boats, Lower Largo, 1922

George Leslie Hunter (* 7. August 1877 in Rothesay, Isle of Bute; † 6. Dezember 1931 in Glasgow) war ein britischer spätimpressionistischer Maler aus der Gruppe der schottischen Koloristen.
Nachdem er mit seiner Familie im Alter von 13 Jahren nach Kalifornien ausgewandert war, verdiente Hunter seinen Lebensunterhalt als Maler und Illustrator. Sein Frühwerk wurde 1906 beim Erdbeben in San Francisco zerstört. Kurz darauf kehrte er nach Schottland zurück und lebte dort in Glasgow. Seine erste Ausstellung war 1916 in der Reid Gallery. Später wurden seine Werke regelmäßig am Royal Glasgow Institute of the Fine Arts gezeigt.
Während der 1920er Jahre wurde Hunter zusammen mit John Duncan Fergusson, Francis Cadell und Samuel Peploe als Schottischer Kolorist bekannt. Ihre Werke wurden unterschiedlich stark durch Maltechnik, Komposition und Farbgebung der französischen Impressionisten und Fauvisten beeinflusst.
Die bekanntesten Landschaftsbilder Hunters sind Szenen von Fife und Südfrankreich.